# Сарга (Мангистауская область)
Сарга (каз. Сарға, до 1999 года — Джангильдино) — село в Бейнеуском районе Мангистауской области Казахстана. Административный центр Саргинского сельского округа. Находится примерно в 17 км к северо-западу от села Бейнеу, административного центра района. Код КАТО — 473637100.

## Население
В 1999 году население села составляло 1137 человек (594 мужчины и 543 женщины). По данным переписи 2009 года в селе проживало 1348 человек (685 мужчин и 663 женщины).